# 임펄스
《임펄스》(영어: Impulse)는 2018년부터 2019년까지 유튜브 프리미엄에서 방영된 SF 드라마로, 스티븐 굴드의 동명 소설이 원작이다.

## 출연진

### 주연
- 매디 해슨 - 헨리 콜스
- 세라 데자딘 - 제나 페이스 호프
- 에누카 오쿠마 - 애나 헐스
- 크레이그 아널드 - 루커스 분
- 태너 스타인 - 클레이 분
- 키건마이클 키 - 마이클 피어스
- 미시 파일 - 클레오 콜스
- 대니얼 마슬라니 - 타운스 리버먼
- 캘럼 키스 레니 - 니콜라이

### 조연
- 맷 고든 - 토머스 호프
- 데이비드 제임스 엘리엇 - 빌 분
- 제너비브 강 - 패티 양
- 게이브리얼 다쿠 - 잭 제임스
- 에이든 디바인 - 데일 보안관
- 숀 도일 - 제러마이아 밀러
- 타라 로슬링 - 에스터 밀러
- 고든 하퍼 - 에이머스 밀러
- 딜런 트로브리지 - 매슈
- 앤젤 주프리아 - 조이
- 키언 알렉산더 - 도미닉
- 라파엘 버거론라포인트 - 트리스턴
- 로한 미드 - 제이슨 먼터
- 제프리 푼셋 - 게이브리얼 부관
- 폴라 부드로 - 메리
- 마이클 레벤타 - 루이스 카스티요
- 레이철 윌슨 - 아이리스
- 앨릭스 팩스턴비즐리 - 사빈
- 스티브 피필드 - 에디 맥스
- 캐서린 버든 - 아일린 페이지
- 크리스티나 콜린스 - 게일
- 자말 브라운 - 퀸
- 줄리아 크노프 - 브렌다 개서
- 샘 캔토어 - 데이미언
- 크리스티안 브룬 - 셸던 깁슨
- 샌드라 플로레스 - 게르하르트 부인
- 두에인 머리 - 샘
- 로런 콜린스 - 메건 린더먼
- 아마데우스 세라피니 - 조시
- 빌리 오티스 - 길
- 케빈 핸처드 - 잭 위클리
- 엘리사 물체리 - 노라 반스
- 미셸 놀든 - 웬디 제이컵슨

### 단역 출연
- 데이비드 올페이 - 대니얼
- 로이스 스미스 - 디어드리 존스
- 앨리슨 호색 - 에리카 월리스
- 윌 체이스 - 사이먼
- 대니 푸디 - 비니
- 잭 펄먼 - 안경

## 에피소드

### 시즌 1
시즌 1의 모든 에피소드는 2018년 6월 6일에 공개되었다.
| 회차 | 제목                                                                | 감독              | 각본                                      | 바로가기  |
| ---- | ------------------------------------------------------------------- | ----------------- | ----------------------------------------- | --------- |
| 1    | "파일럿" "Pilot"                                                    | 더그 라이먼       | 제프리 리버, 제이슨 호위츠, 게리 스피넬리 | 추후 공개 |
| 2    | "정신 상태" "State of Mind"                                         | 알렉스 칼림니오스 | 로런 르프랑                               | 추후 공개 |
| 3    | "제자리걸음" "Treading Water"                                       | 에드 프레이먼     | 데브라 포덤                               | 추후 공개 |
| 4    | "삶과 죽음" "Vita/Mors"                                             | 마크 톤데라이     | 존 매커천                                 | 추후 공개 |
| 5    | "독수리와 벌" "The Eagle and the Bee"                               | 헬렌 셰이버       | 맷 피츠                                   | 추후 공개 |
| 6    | "추도" "In Memoriam"                                                | 밸러리 와이스     | 마이클 빔, 클레어 매퀼런                  | 추후 공개 |
| 7    | "그 남자, 그 여자의 사정" "He Said, She Said"                       | 매기 카일리       | 토리 스피어                               | 추후 공개 |
| 8    | "각성" "Awakening"                                                  | 리베카 존슨       | 로런 르프랑, 데브라 포덤                  | 추후 공개 |
| 9    | "자신들이 무엇을 아는지 알지 못하나니" "They Know Not What They Do" | 셰리언 데이비스   | 로런 르프랑, 맷 피츠                      | 추후 공개 |
| 10   | "새로운 시작" "New Beginnings"                                      | 메어지 알마스     | 로런 르프랑                               | 추후 공개 |

### 시즌 2
시즌 2의 모든 에피소드는 2019년 10월 16일에 공개되었다.
| 회차 | 제목                                      | 감독                | 각본                               | 분량      |
| ---- | ----------------------------------------- | ------------------- | ---------------------------------- | --------- |
| 1    | "불붙은 마음" "Mind on Fire"              | 더그 라이먼         | 로런 르프랑                        | 추후 공개 |
| 2    | "맞서거나 도망치거나" "Fight or Flight"   | 메어지 알마스       | 존 매커천                          | 추후 공개 |
| 3    | "잃어버린 자들을 위하여" "For Those Lost" | 알렉스 칼림니오스   | 니콜 베크위드                      | 추후 공개 |
| 4    | "모로이" "The Moroi"                      | 질 로버트슨         | 블라디미르 크벳코                  | 추후 공개 |
| 5    | "한계를 넘다" "Crossing the Threshold"    | 시드니 프릴랜드     | 캔디스 필폿                        | 추후 공개 |
| 6    | "일곱 심장" "Seven of Hearts"             | 줄리언 홈스         | 제이미 킹                          | 추후 공개 |
| 7    | "세상의 끝" "The End of the World"        | 알렉시스 오스트랜더 | 라라 셔피로                        | 추후 공개 |
| 8    | "밧줄" "The Tether"                       | 메어지 알마스       | 존 매커천, 니콜 베크위드           | 추후 공개 |
| 9    | "명백해진 순간" "A Moment of Clarity"     | 마크 톤데라이       | 블라디미르 크벳코, 앨릭스 엘드리지 | 추후 공개 |
| 10   | "보상하기" "Making Amends"                | 매기 카일리         | 로런 르프랑                        | 추후 공개 |